# Hoeve Ten Schende Kouter

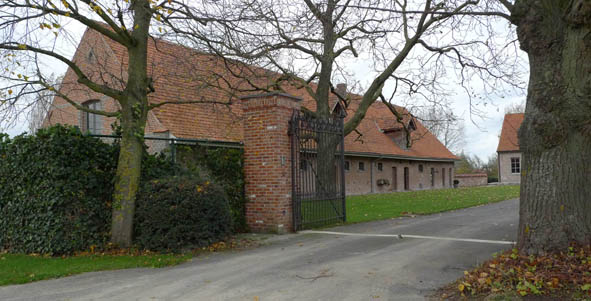
De hoeve in 2010

De Hoeve Ten Schende Kouter is een boerderij in Geluwe, een deelgemeente van Wervik, West-Vlaanderen. De hoeve bevindt zich in de gelijknamige Schendekouterstraat.

## Beschrijving
De hoeve bestaat uit losse bakstenen gebouwen onder een pannen zadeldak die U-vormig zijn opgesteld. Aan de straatkant bevindt zich een gietijzeren hek.
Op het erf in het noorden staat een witbeschilderd boerenhuis van acht traveeën van het jaartal 1829. Circa 1920 werd een dakkapel toegevoegd met een trapgevel waarin boven de deur een duiventil is. Het huis heeft beluikte rechthoekige vensters, arduinen lekdrempels en een blind venster waartegen zich een handbediende waterpomp bevindt. De deur met rondboog is omlijst met "Boomse klompjes".
In het westen bevindt zich een stalvleugel met nieuwe muurgedeelten van circa 1920, voornamelijk in de linkergevel. Tussen de ijzeren I-balken zijn bakstenen troggewelven, op houten balken in de paardenstal.
Ten oosten bevindt zich de dwarsschuur met een wagenhuis, stal en kelder, die heropgebouwd werd circa 1920.